# Comuna Jukî, Hlobîne
Jukî (în ucraineană Жуки) este o comună în raionul Hlobîne, regiunea Poltava, Ucraina, formată din satele Jorneakî, Jukî (reședința), Kolomîțivka, Novoselivka și Pavlivka.

## Demografie
Componența lingvistică a comunei Jukî
     Ucraineană (94,34%)
     Rusă (4,51%)
     Alte limbi (1,06%)
Conform recensământului din 2001, majoritatea populației comunei Jukî era vorbitoare de ucraineană (94,34%), existând în minoritate și vorbitori de rusă (4,51%).